# Уран-232
Ура́н-232 (англ. uranium-232) — радиоактивный нуклид химического элемента урана с атомным номером 92 и массовым числом 232. Благодаря длинной цепи распада и большему, чем у большинства других изотопов, удельному энерговыделению, уран-232 является перспективным нуклидом для применения в радиоизотопных источниках энергии.
Активность одного грамма этого нуклида составляет приблизительно 827 ГБк, или 22,4 кюри.

## Образование и распад
Уран-232 образуется в результате следующих распадов:
- β+-распад нуклида 232Np (период полураспада составляет 14,7(3)[2] мин):

{\displaystyle \mathrm {^{232}_{93}Np} \rightarrow \mathrm {~_{92}^{232}U} +e^{+}+{\nu }_{e};}
- β−-распад нуклида 232Pa (период полураспада составляет 1,31(2)[2] суток):

{\displaystyle \mathrm {^{232}_{91}Pa} \rightarrow \mathrm {^{232}_{92}U} +e^{-}+{\bar {\nu }}_{e};}
- α-распад нуклида 236Pu (период полураспада составляет 2,858(8)[2] года):

{\displaystyle \mathrm {^{236}_{94}Pu} \rightarrow \mathrm {^{232}_{92}U} +\mathrm {^{4}_{2}He} .}
Распад урана-232 происходит по следующим направлениям:
- α-распад в 228Th (вероятность почти 100 %[2], энергия распада 5 413,63(9) кэВ[1], энергия испускаемых α-частиц 5263,36 кэВ (в 31,55 % случаев) и 5320,12 кэВ (в 68,15 % случаев)[3]):

{\displaystyle \mathrm {^{232}_{92}U} \rightarrow \mathrm {^{228}_{90}Th} +\mathrm {^{4}_{2}He} ;}
- Кластерный распад с образованием нуклида 24Ne (вероятность распада 8,9(7)⋅10−10 %)[2]:

{\displaystyle \mathrm {^{232}_{92}U} \rightarrow \mathrm {^{208}_{82}Pb} +\mathrm {^{24}_{10}Ne} .}
Предсказаны, однако в эксперименте достоверно не наблюдались следующие моды распадов:
- Спонтанное деление (вероятность менее 1⋅10−12 %)[2];
- Кластерный распад с образованием нуклида 28Mg (вероятность распада менее 5⋅10−12 %)[2]:

{\displaystyle \mathrm {^{232}_{92}U} \rightarrow \mathrm {^{204}_{80}Hg} +\mathrm {^{28}_{12}Mg} .}

## Получение
Уран-232 образуется в качестве побочного продукта при наработке урана-233 путём бомбардировки нейтронами тория-232. Наряду с реакцией образования урана-233, в облучаемом ториевом топливе происходят следующие побочные реакции:
{\displaystyle \mathrm {^{232}_{90}Th} (n,\gamma )\rightarrow \mathrm {^{233}_{90}Th} {\xrightarrow[{22,3\ {\text{мин}}}]{\beta ^{-}\ 1,243\ {\text{МэВ}}}}\mathrm {^{233}_{91}Pa} {\xrightarrow[{26,967\ {\text{сут}}}]{\beta ^{-}\ 0,5701\ {\text{МэВ}}}}\mathrm {^{233}_{92}U} (n,2n)\rightarrow \mathrm {^{232}_{92}U} ;}
{\displaystyle \mathrm {^{232}_{90}Th} (n,\gamma )\rightarrow \mathrm {^{233}_{90}Th} {\xrightarrow[{22,3\ {\text{мин}}}]{\beta ^{-}\ 1,243\ {\text{МэВ}}}}\mathrm {^{233}_{91}Pa} (n,2n)\rightarrow \mathrm {^{232}_{91}Pa} {\xrightarrow[{1,31\ {\text{сут}}}]{\beta ^{-}\ 1,337\ {\text{МэВ}}}}\mathrm {^{232}_{92}U} ;}
{\displaystyle \mathrm {^{232}_{90}Th} (n,2n)\rightarrow \mathrm {^{231}_{90}Th} {\xrightarrow[{25,52\ {\text{ч}}}]{\beta ^{-}\ 0,3916\ {\text{МэВ}}}}\mathrm {^{231}_{91}Pa} (n,\gamma )\rightarrow \mathrm {^{232}_{91}Pa} {\xrightarrow[{1,31\ {\text{сут}}}]{\beta ^{-}\ 1,337\ {\text{МэВ}}}}\mathrm {^{232}_{92}U} .}
Ввиду того, что эффективное сечение реакций (n, 2n) для тепловых нейтронов мало, выход урана-232 зависит от наличия значительного количества быстрых нейтронов (с энергией не менее 6 МэВ).
Если в ториевом топливе присутствует в значительных количествах нуклид торий-230, то образование урана-232 дополняется следующей реакцией, идущей с тепловыми нейтронами:
{\displaystyle \mathrm {^{230}_{90}Th} +_{0}^{1}n\rightarrow \mathrm {^{231}_{90}Th} {\xrightarrow[{25,52\ {\text{ч}}}]{\beta ^{-}\ 0,3916\ {\text{МэВ}}}}\mathrm {^{231}_{91}Pa} (n,\gamma )\rightarrow \mathrm {^{232}_{91}Pa} {\xrightarrow[{1,31\ {\text{сут}}}]{\beta ^{-}\ 1,337\ {\text{МэВ}}}}\mathrm {^{232}_{92}U} .}
Так как наличие урана-232 в облученном топливе затрудняет безопасность работы с ним (см. раздел «Применение»), для снижения образования урана-232 необходимо использовать ториевое топливо с минимальной концентрацией тория-230.

## Применение
Уран-232 является родоначальником длинной цепочки распада, в которую входят нуклиды-излучатели жёстких гамма-квантов:
232U (α; 68,9 года)
228Th (α; 1,9 года)
224Ra (α; 3,6 суток; испускает γ-квант 0,24 МэВ в 4,10 % случаев распада)
220Rn (α; 56 с; γ 0,55 МэВ, 0,114 %)
216Po (α; 0,15 с)
212Pb (β−; 10,64 часа)
212Bi (α; 61 мин; γ 0,73 МэВ, 6,67 %; γ 1,62 МэВ, 1,47 %)
208Tl (β−; 3 мин; γ 2,6 МэВ, 99,16 %; γ 0,58 МэВ, 84,5 %)
208Pb (стабильный)
Быстрая последовательность распадов, начинающихся с радия-224, сопровождается значительным количеством гамма-излучения, при этом около 85 % всей энергии гамма-излучения образуется при распаде таллия-208, излучающего преимущественно гамма-кванты с энергией 2,6 МэВ. Данная особенность приводит к тому, что наличие урана-232 в качестве примеси к урану-233 является крайне нежелательным, повышая опасность работы с ним.
С другой стороны, высокое удельное энерговыделение делает этот нуклид чрезвычайно перспективным для использования в радиоизотопных источниках энергии.